# Тётя Мэй
Мэйбелл Рейли Паркер-Джеймсон (англ. Maybelle Reilly Parker-Jameson), она же тётя Мэй (англ. Aunt May) — персонаж, появившийся в комиксах издательства Marvel Comics. Тётя одного из самых известных супергероев — Питера Паркера, более известного как Человек-паук. Была женой Бена Паркера, пока тот не умер, впоследствии вышла замуж за Джей Джону Джеймсона-старшего, отца издателя Джей Джоны Джеймсона-младшего, и взяла его фамилию.
В фильмах её играли Розмари Харрис в трилогии Сэма Рэйми, Салли Филд в дилогии Марка Уэбба и Мариса Томей в фильмах Кинематографической вселенной Marvel «Первый мститель: Противостояние» (2016), «Человек-паук: Возвращение домой» (2017), «Мстители: Финал» (2019), «Человек-паук: Вдали от дома» (2019) и «Человек-паук: Нет пути домой» (2021).

## Биография
Полное имя Мэй — Мэй Рейли Паркер (May Reilly Parker). Рейли — её фамилия в девичестве. Известно, что она родилась 5 мая. В юности Мэй Рэйли привлекали два молодых человека: жизнерадостный Джонни Джером и тихий Бен Паркер. Мэй выбрала Бена и ни разу в жизни не пожалела об этом. Хотя младший брат Бена, Ричард, постоянно попадал в сложные ситуации, Мэй всегда хорошо относилась к нему. И когда, спустя годы, Ричард стал отцом, Мэй часто присматривала за его сыном, молодым Питером Паркером. После того как родители Питера погибли в авиакатастрофе, мальчик остался жить с единственными родными людьми. Гармонию в семье Паркеров нарушил один преступник, который убил Бена Паркера, который оказался у него на пути во время очередного ограбления. Мэй с Питером остались вдвоём. Питер тщательно скрывал от тёти свои суперспособности, хотя со временем это становилось всё тяжелее. Злодеи постоянно нападали на дом Паркеров, и только чудом тётя выдерживала такие стрессы. А когда тётушка внезапно получила большое наследство, на ней даже захотел жениться доктор Отто Октавиус (он же Доктор Осьминог), но Пауку удалось расстроить свадьбу. Мэй много раз похищали. Однажды она исчезла на несколько лет. Норман Озборн инсценировал её смерть, погрузив тётю в глубокий летаргический сон. Мэй Паркер справилась и с этим, смогла вернуться к привычному для себя образу жизни. Но самый главный шок ждал её впереди. После одной из битв Питер был так истощён, что забыл спрятать свой костюм и уснул мёртвым сном. Именно в тот вечер Мэй пришла навестить племянника и узнала страшную правду о Человеке-Пауке. Спустя некоторое время, Мэй удалось достичь взаимопонимания с Питером и примириться с существованием Человека-Паука. Теперь она живёт в другом мире — среди супергероев, мутантов, магистров и роботов. Но это её не смущает. Она старается по мере сил поддерживать Питера, который для неё всегда будет не только Человеком-Пауком, но и любимым племянником. Мэй была опять похищена и сильно ранена, поэтому Питер обратился за помощью к Мефисто, который взамен на её спасение стер все воспоминания о супружеской жизни Питера и Мэри Джейн, а также воспоминания людей, которые знают настоящее имя Питера. Демон выполнил свою часть сделки и Мэй поправилась. Через некоторое время она вышла замуж за Джона Джея Джеймсона-старшего, отца издателя газеты «Дейли Багл» Джона Джея Джеймсона-младшего, в 600-м выпуске комикса The Amazing Spider-Man.

## Другие воплощения

### Ultimate Marvel
В Ultimate-вселенной Мэй Паркер моложе и энергичнее, так как там Питер ещё подросток. Она ненавидит его паучье альтер эго из-за того, что он носит маску. Работает в качестве секретаря и регулярно ходит к терапевту из-за переживаний по поводу смерти мужа. Некоторое время Мэй встречалась с Майлзом Уорреном, который в классике — учёный и суперзлодей Шакал. Впоследствии, когда Гвен Стейси (точнее, её клон) внезапно возвращается к ним в дом, Мэй становится жутко напуганной, и Питер открывает ей свою тайну, чтобы попытаться её успокоить. Но она его в гневе отдаёт на руки отцу — Ричарду Паркеру, который позже оказался клоном Питера, созданным Октавиусом.
Но затем, после смерти Ричарда, Мэй извинилась перед Питером и приняла его обратно вместе с Гвен. Во время Ультиматума, Женщина-паук спасает тётю Мэй, та просит Джессику найти и вернуть Питера. Но в итоге тётя Мэй получает разорваную маску Человека-паука от Китти Прайд, которая вместе с Джессикой искала Паркера.
После событий Ультиматума Мэй пригласила в дом Джонни Шторма и Бобби Дрейка, которым было негде жить. После гибели Питера Мэй начала получать материальную помощь от Ника Фьюри. Вскоре тётя Мэй и Гвен покинули свой дом и уехали во Францию. Но в Париже тётя Мэй и Гвен сталкиваются с прохожей, которая читала газету, где было написано о новом Человеке-пауке. Затем Мэй Паркер и Гвен Стейси вернулись в Квинс. Спустя пару дней они назначили встречу новому Человеку-Пауку — Майлзу Моралесу — на заброшенном складе, там они передали ему пускатели паутины Питера.

## Вне комиксов

### Телевидение
- Человек-паук (1967) — Пег Диксон (озвучка)

В эпизоде «Рог Носорога» она ухаживает за простуженным Питера Паркера и просит его босса Дж. Джона Джеймсона не звонить ему, пока Питер не выздоровеет.
В эпизоде «Человек-паук против Кингпина» Мэй принимает лекарство, разработанное Кингпином, чтобы ухудшить самочувствие пожилых людей вплоть до летального исхода. Однако Человек-паук срывает заговор и спасает всех, кто принимал лекарство.
- Человек-паук (1981) — Морган Лофтинг (озвучка)
- Человек-паук и его удивительные друзья (1981—1983) — Джун Форей (озвучка)
- Человек-паук (1994—1998) — Линда Гэри (озвучка, 1-3 сезоны); Джули Беннетт (озвучка, 4-5 сезоны)

Эта версия Тёти Мэй демонстрирует сильную неприязнь к Человеку-пауку и очень любит своего племянника Питера Паркера. Кроме того, она дружит с Кином Марлоу и Анной Ватсон, несмотря на то, что последняя не уважает Питера, и подарила племяннице Питера и Анны Мэри Джейн Ватсон свои обручальные кольца и кольца её мужа Бена до того, как Питер и Мэри Джейн поженились.
- Новые приключения Человека-паука (2008—2009) — Дебора Стрэнг (озвучка)

В эпизоде «Групповая терапия» у неё случился сердечный приступ, когда она вместе со своей подругой Анной Уотсон смотрела шоу на Бродвее во время борьбы Человека-паука со Зловещей шестеркой. Из-за влияния своего чёрного костюма Питер не знал о случившемся, пока Мэри Джейн Уотсон не сообщила ему, что Мэй госпитализирована. В финале первого сезона Мэй выписывают и устраивают ужин на День благодарения с Питером, её врачом доктором Бромвеллом, а также Гвен и капитаном Джорджем Стейси.
Во втором сезоне Мэй полностью выздоровела, но Питер по-прежнему беспокоится о ней и испытывает взаимную симпатию к Бромвеллу.
- Великий Человек-паук (2012) — Мисти Ли (озвучка)

Этой версии Тёти Мэй около 40 лет, и она менее хрупкая, чем то, что показывали в других мультсериалах. Кроме того, она занимается различными хобби, такими как йога и кулинария. В финале третьего сезона, «Битва Чемпионов: Часть 4», Мэй открывает Питеру, что знала его секретную личность, и заверяет его, что гордится им. В четвёртом сезоне Мэй помогает переделать Алого Паука.
- Человек-паук (2017) — Нэнси Линари (озвучка)
- Паучок и его удивительные друзья (2021) — Мелани Миничино (озвучка)

### Фильмы
- Человек-паук (2002) — Розмари Харрис

В первом фильме Тётя Мэй играет важную роль. Она — любящая тётя Питера и любимая жена для Бена Паркера. Как только Бен умирает, Мэй и Питер остаются одни. Чтобы выманить Питера, более известного как Человек-паук, Зелёный гоблин нападает на Мэй и её отправляют в больницу. Она поправляется и даёт совет Питеру насчёт Мэри Джейн Уотсон. В конце фильма присутствует на похоронах Нормана Озборна, который оказался тем самым Зелёным гоблином.
- Человек-паук 2 (2004) — Розмари Харрис

Тётя Мэй была вынуждена заложить дом и пришла с Питером в банк, чтобы поговорить об этом. Неожиданно в банк пришёл Доктор Осьминог, который взял Мэй в заложники. Увидев, что Октавиус приготовил Пауку смертоносный сюрприз, Мэй бьёт его своим зонтом и ему не удаётся убить Паука. Этот подвиг заставляет Мэй изменить отрицательное мнение о Человеке-пауке на положительное, и именно её вера в его нужность помогает Питеру вернуться к маске героя.
- Человек-паук 3: Враг в отражении (2007) — Розмари Харрис

Мэй продаёт дом и переезжает в небольшую квартиру в центре города. В начале фильма Питер сообщает ей, что хочет сделать Мэри Джейн предложение, и она рассказывает как ей сделал предложение дядя Бен а также к тому что Питер должен понимать всю ответственность который Питер берёт этим. В любом случае, она благословляет Питера. Потом она помогает Питеру осознать, что не людям решать, кому жить, а кому нет. В конце она присутствует на похоронах Гарри.
- Новый Человек-паук (2012) — Салли Филд

В этом фильме Мэй соответствует версии Ultimate, только здесь у неё каштановые волосы, а не седые. Она также остаётся без мужа и после этого продолжает опекать Питера одна.
- Новый Человек-паук. Высокое напряжение (2014) — Салли Филд

### Кинематографическая вселенная Marvel
- В перезапуске франшизы Человека-паука в рамках кинематографической вселенной Marvel роль тёти Мэй исполнила Мариса Томей, впервые появившись в фильме «Первый мститель: Противостояние» 2016 года. Питер и Мэй уже живут вместе, помогая друг другу справиться с потерей Бэна, которая произошла за кадром, ещё до начала событий фильма. Питера Паркера уже укусил радиоактивный паук, но Мэй пока не знает о его способностях. Однажды в их в квартире появляется Тони Старк и предлагает Питеру стажировку в «Старк Индастриз».
- Мариса Томей вернулась к роли в фильме «Человек-паук: Возвращение домой» 2017 года. В конце фильма Мэй узнаёт о способностях Питера и удивляется (в фильме был показан отрывок фразы)
- Мариса Томей повторила роль тёти Мэй в фильме «Мстители: Финал» (2019). Героиня появляется на похоронах Тони Старка рядом со своим племянником.
- Мариса Томей вновь исполнила роль Мэй Паркер в фильме «Человек-паук: Вдали от дома» (2019). Исходя из событий фильма, известно, что тётя Мэй испарилась после щелчка Таноса. В сиквеле она помогает Питеру принять себя как супергероя и подталкивает племянника к действиям в отношениях с Мишель. В конце фильма Мэй и Хеппи признаются Питеру в отношениях между друг другом.
- Мариса Томей вернулась к роли Мэй в фильме «Человек-паук: Нет пути домой». После того, как Мистерио раскрывает тайну личности Питера, Мэй заключают под стражу в полиции, но с помощью Мэтта Мердока обвинения снимают. Позже, в результате попытки Питера заставить Доктора Стрэнджа отменить действия Мистерио, в их реальность прибывают несколько суперзлодеев, перенесенных из альтернативных реальностей. Пока Питер пытается спасти их, Зеленый Гоблин смертельно ранит Мэй, которая умирает на руках Питера.

## Видеоигры
В игре Spider-Man (2018) тётя Мэй работала сооснователем убежища «П.И.Р» вместе с Мистером Ли и помогала всем заражённым вирусом «Дыхание Дьявола». В конце игры сама заболела и умерла.